# نجوم أوسرد
جَمْعِيَّةُ نادِي نُجُومِ أَوَسَّرْد لِكُرَةِ القَدَم، اختصارًا نُجُومُ أَوَسَّرْد، هو نادٍ مغربيٌّ لكرةِ القدمِ أُسِّسَ في عامِ 2010 مـ ومقرُّه بلدةُ أوسرد.